# Txorierri

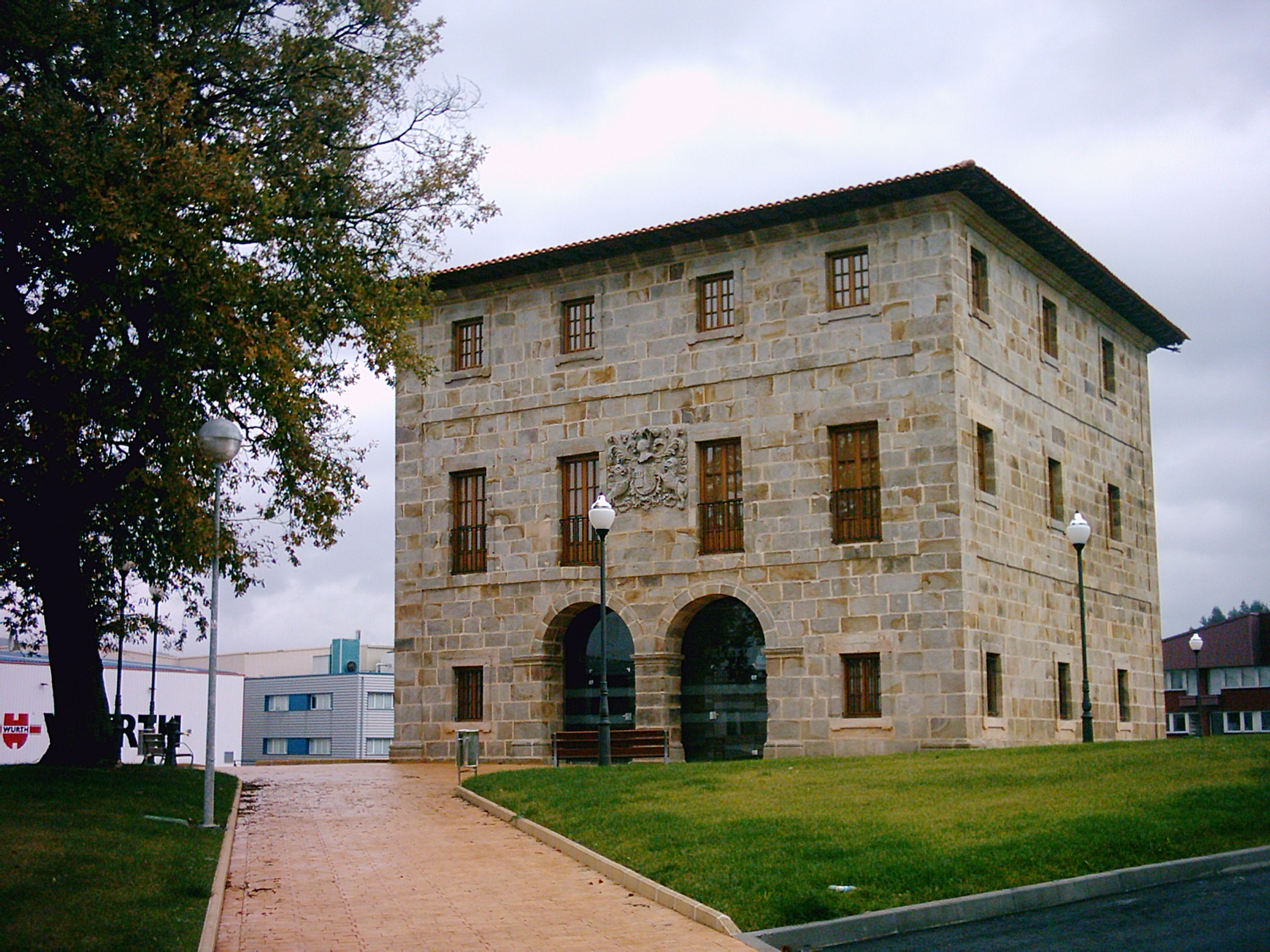
Palácio de Larragoiti, em Zamudio.

Txorierri (em basco) ou Valle de Asúa (em castelhano) é um vale da província de Biscaia. Encontra-se na comarca do Grande Bilbau, separado da cidade pelos montes Artxanda e Abril. A mancomunidade do Txorierri inclui os municípios de Lujua, Sondika, Derio, Zamudio, Lezama e Larrabezua. Geograficamente, o Vale de Asúa abrange também uma parte de Erandio, município onde o rio Asúa desemboca na ria de Bilbau. No vale encontra-se o Aeroporto de Bilbau e está ligado com Bilbau através dos túneis de Artxanda. É uma área residencial e industrial. 

## Municípios
| Município  | População (hab.) | Área (km²) | Densidade popula- cional (hab./km²) |
| ---------- | ---------------- | ---------- | ----------------------------------- |
| Derio      | 6 780            | 10,7       | 633,6                               |
| Larrabetzu | 2 081            | 21,4       | 97,2                                |
| Lezama     | 2 454            | 16,8       | 146,1                               |
| Loiu       | 2 363            | 15,0       | 157,5                               |
| Sondika    | 4 555            | 38,0       | 119,9                               |
| Zamudio    | 3 277            | 18,0       | 182,1                               |